# Моя дружина і моя теща
«Моя дружина і моя теща» — відомий неоднозначний візуальний образ, який може сприйматися як молода («дружина») і літня жінка («теща»).

## Історія

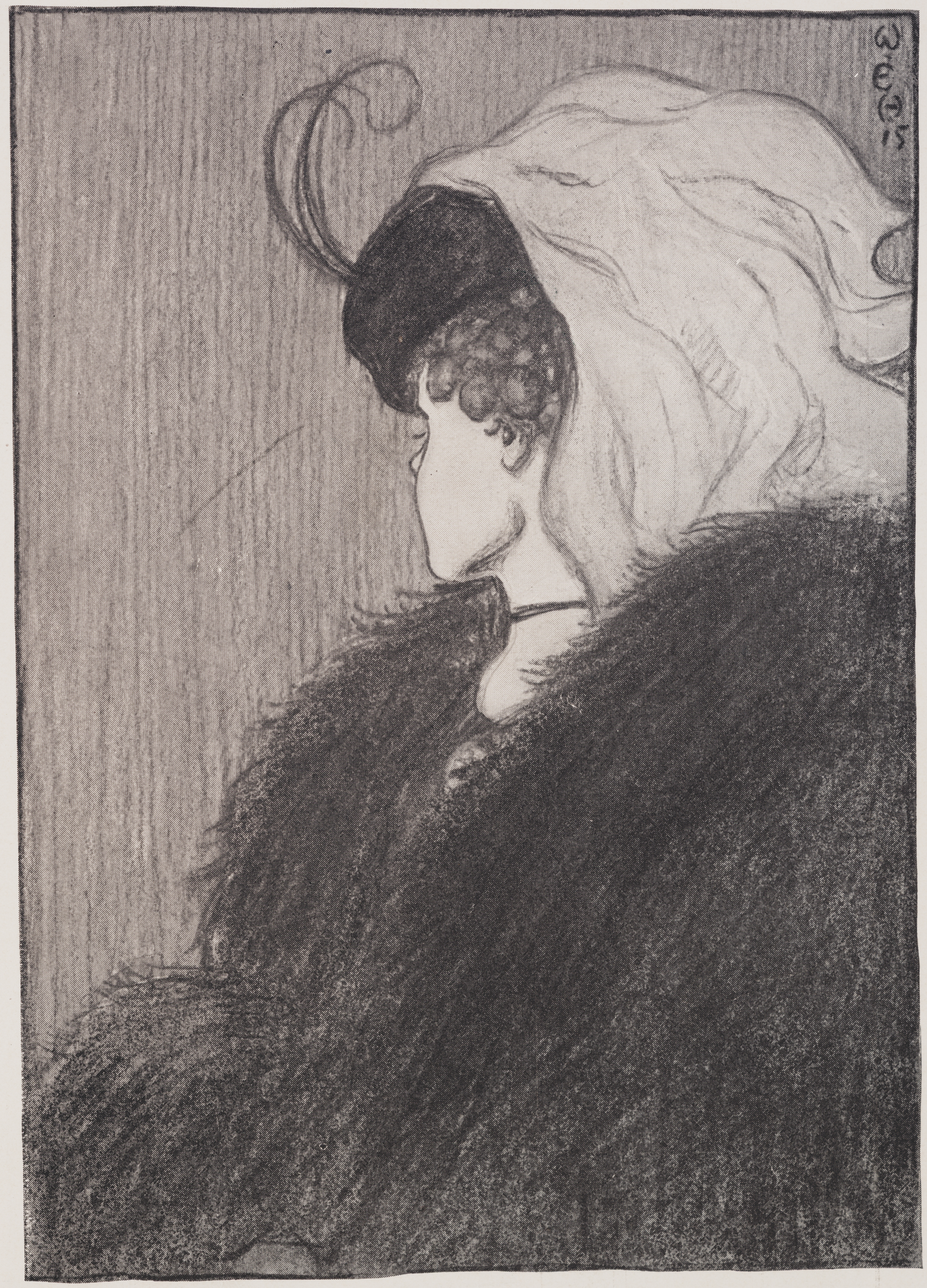
«Моя дружина і моя теща» 1915 року

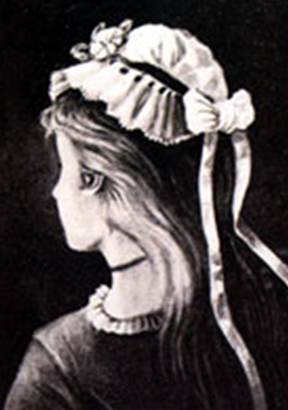
Німецька листівка 1888 року

Американський художник-мультиплікатор Вільям Елі Гілл (1887–1962) опублікував зображення «Моя дружина і моя теща» в американському гумористичному журналі Puck 6 листопада 1915 року з підписом «Вони обоє на цій картині — знайдіть їх». Однак найстарішою відомою формою цього зображення є німецька листівка 1888 року.
У 1930 році Едвін Борінг представив цю фігуру психологам у статті під назвою «Нова неоднозначна фігура», і з тих пір вона з’явилася в підручниках та експериментальних дослідженнях.